# کارول دمپستر
کارول دمپستر (انگلیسی: Carol Dempster؛ ۹ دسامبر ۱۹۰۱ – ۱ فوریهٔ ۱۹۹۱) یک هنرپیشه اهل ایالات متحده آمریکا بود. وی بین سال‌های ۱۹۱۶ تا ۱۹۲۶ میلادی فعالیت می‌کرد.

## نگارخانه

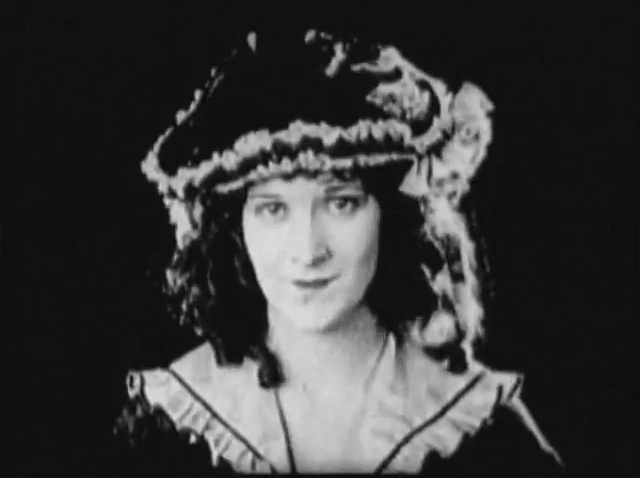
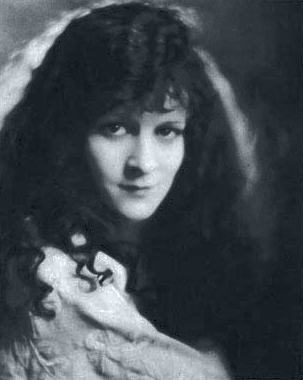
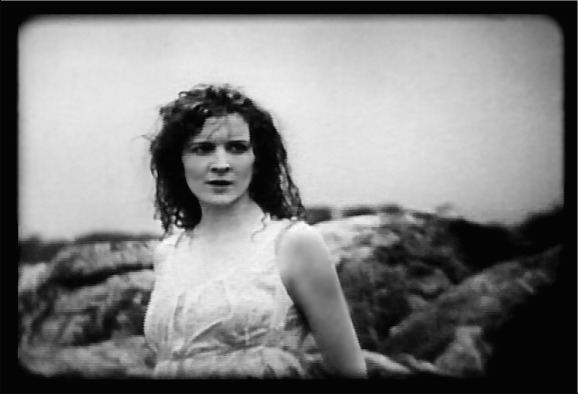

## بخشی از فیلم‌شناسی
| سال  | عنوان         | نقش                 |
| ---- | ------------- | ------------------- |
| ۱۹۱۶ | تعصب          | Dancer (uncredited) |
| ۱۹۱۹ | سوزی پاک‌دل    | Bettina's friend    |
| ۱۹۲۰ | در دوردست شرق | Barn dancer         |
| ۱۹۲۲ | شرلوک هولمز   | Alice Faulkner      |
| ۱۹۲۶ | مصائب شیطان   | Mavis Claire        |